# Liste des sites Ramsar aux Palaos
Cet article recense les zones humides des Palaos concernées par la convention de Ramsar.

## Statistiques
La convention de Ramsar est entrée en vigueur aux Palaos le 18 février 2003.
En janvier 2020, le pays compte 1 site Ramsar, couvrant une superficie de 5 km2.

## Liste
| Site                                  | État     | Notes | Date            | Superficie (km²) | Altitude (m) | Identifiant Ramsar | Identifiant WDPA | Coordonnées                       | Photo |
| ------------------------------------- | -------- | ----- | --------------- | ---------------- | ------------ | ------------------ | ---------------- | --------------------------------- | ----- |
| Réserve naturelle du lac Ngardok (en) | Melekeok |       | 18 octobre 2002 | 5,00             | 30 - 50      | 1232               | 900813           | 7° 31′ 01″ nord, 134° 34′ 01″ est |       |